# Pierre Miremont
Pierre Miremont (* 1901 in Le Buisson-de-Cadouin; † 22. Juli 1979) war ein französischer Romanist, Okzitanist und Autor des Okzitanischen.

## Leben und Werk
Miremont war zuerst Lehrer, dann Berufsoffizier. Er verbrachte die Jahre 1941 bis 1944 in deutscher Gefangenschaft. Nach dem Krieg wirkte er als Justizbeamter in der Versicherungsaufsicht. Er publizierte zahlreiche literarische Werke in okzitanischer Sprache.

Miremont war ab 1945 Majoral (Akademiemitglied) des Félibrige.

Miremont war Ritter der Ehrenlegion.

## Werke (Auswahl)
- Resouns de Ruhr / Echos de la Ruhr, 1935
- Cantics e pregarias, Kaiserslautern 1946
- Noëls et nadalets, Kaiserslautern 1946
- Chants de prisonnier, Kaiserslautern 1946
- Proverbis e dittons del Perigord, 3 Bde., Aurillac 1974
- Glossari del périgord negre, Rodez 1974
- La Syntaxe occitane du Périgord, Cuers 1976
- (mit Jean Monestier) La Littérature d'Oc des troubadours aux félibres, Périgueux 1983
- (mit Jean Monestier) Le Félibrige et la langue d'Oc, Périgueux 1985